# Angry Birds - Il film
Angry Birds - Il film (The Angry Birds Movie) è un film d'animazione del 2016 diretto da Clay Kaytis e Fergal Reilly.
Basato sull'omonima serie di videogiochi, il film è scritto da Jon Vitti e prodotto da Rovio Entertainment e Sony Pictures Imageworks. Fanno parte del cast vocale originale del film Jason Sudeikis, Josh Gad, Danny McBride, Maya Rudolph, Kate McKinnon, Bill Hader, Peter Dinklage, e il duo Smosh, mentre fanno parte del cast vocale italiano Maccio Capatonda, Alessandro Cattelan, Francesco Pannofino, Chiara Francini, Domitilla D'Amico, Massimo Bitossi e Alessandro Rossi.

## Trama
L'Isola degli Uccelli è un'isola in cui vivono pacifici uccelli incapaci di volare. Tra gli abitanti vi è Red, un uccello rosso che vive da solo come un eremita per via del suo carattere scontroso e dedito alla rabbia. Durante il suo lavoro di intrattenitore delle feste arriva in ritardo, ha un'accesa discussione con il cliente e crepa l'uovo di quest'ultimo. Red finisce così in tribunale, dove il giudice Beccazampa lo condanna ad un corso di controllo della rabbia.
L'insegnante del corso è Matilda, che in passato è stata lei stessa un uccello arrabbiato. Tra gli uccelli che prendono parte al corso vi sono Chuck, un velocissimo uccello giallo che ha causato problemi con un vigile, Bomb, un gentile uccello nero che tende a esplodere tutte le volte che si sorprende o si sconvolge, e Terence, un enorme uccello rosso che si esprime solo attraverso ringhi e grugniti. Tuttavia, il corso non riesce a migliorare il comportamento di Red.
Un giorno, una nave arriva sulla costa e tutti si precipitano a vedere. Dalla nave sbarcano due maiali verdi, Leonard e il suo assistente Ross; i due affermano di venire in visita dall'Isola dei Maiali. In breve, i due maiali conquistano la simpatia degli abitanti, mostrando loro strumenti che gli uccelli non hanno mai visto prima, come una fionda. Tuttavia, Red è sospettoso del motivo della visita di Leonard, attirandosi sempre più antipatie dai suoi compaesani. Con l'aiuto di Chuck e Bomb, Red si intrufola a bordo della nave scoprendo la stiva piena di maiali e immediatamente denuncia la cosa, ma con sua gran sorpresa invece di allarmarsi la popolazione accusa nuovamente Red di importunare gli ospiti cosi i maialini la sera stessa organizzano uno spettacolo che conquista ancora più gentilezza e fiducia
Red decide allora di cercare la Grande Aquila, la fantomatica aquila gigante che si dice essere il protettore dell'isola, nonché l'unico uccello che sappia volare. Accompagnato da Chuck e Bomb, Red scopre che Grande Aquila non è una leggenda, ma scopre anche che non è affatto come dipinto nelle leggende: si scopre che quest'ultimo si riposa ed è pigro, vanaglorioso e che sono anni che non vola più. Arrabbiato con lui e incapace di spiegargli dei maiali, Red e i suoi tornano al villaggio.
Il trio arriva e scopre che i maiali stanno piazzando della TNT intorno all'isola ed hanno intenzione di rubare le uova degli uccelli dell'isola. Mentre Red e Bomb cercano di recuperare le uova, Chuck corre ad avvisare tutti gli altri abitanti dell'isola del furto in corso. I cittadini sono salvati dalle bombe, ma i maiali hanno già preso il largo con le uova. Gli uccelli, disperati e amareggiati, si rivolgono a Red perché dica loro cosa fare visto che era stato l'unico a rendersi conto del pericolo. Red esorta tutti loro, per una volta, a lasciarsi andare alla rabbia: gli uccelli così costruiscono un'imbarcazione per raggiungere l'Isola dei Maiali e riprendersi le uova rubate.
Arrivati all'Isola dei Maiali, si scopre che i suini vivono in una città cinta da mura, con al centro un enorme castello, il cui proprietario è proprio Leonard, che si scopre essere il re dei maiali, il quale annuncia che a breve ci sarà un banchetto a base di uova. Usando la stessa fionda regalatagli da Leonard, gli uccelli attaccano i suini lanciandosi oltre le mura. Solo Red, Chuck e Bomb riescono ad entrare nel castello, mentre gli altri atterrati in città stanno occupandosi dei maiali grazie alle loro straordinarie capacità provocate dalla loro rabbia. Anche Grande Aquila, volendo aiutare il suo popolo, corre in volo all'isola.
Mentre Terence porta tutti via dalla città, il trio recupera le uova anche grazie al soccorso di Grande Aquila, ma durante la fuga cade un uovo blu, che Red corre a riprendere dalle grinfie di Leonard. I due finiscono col precipitare nelle cantine del castello, dove sono stipati numerosi esplosivi. Recuperato l'uovo e messosi al sicuro in una campana, Red attiva le bombe e l'intera città esplode. Red emerge dai detriti con l'uovo, da cui sono nati i tre fratelli Blues, e viene acclamato come un eroe. Grande Aquila rivela quindi a lui, Chuck e Bomb che in realtà non è mai stato pigro e che ha fatto in modo che loro tre perdessero fiducia in lui perché la trovassero in loro stessi.
Tornati a casa, Grande Aquila e Red sono festeggiati come eroi nazionali, Red non si lascia più trascinare dalla rabbia e partecipa volentieri alle attività della città, la quale gli ha ricostruito una nuova casa. La pace regna tranquilla all'Isola degli uccelli, con i pulcini che si divertono con la fionda che li ha salvati, mentre all'Isola dei maiali, Leonard si scopre essere vivo e pronto a farla pagare ai pennuti.

## Personaggi
- Red: protagonista del film è un uccello dal piumaggio rosso, irritabile e con frequenti attacchi di rabbia, che vive in una villa vicino alla costa, lontano dalla comunità degli uccelli. Nel corso del film è un personaggio che si evolve, fino a superare i suoi problemi di rabbia. Doppiatore originale: Jason Sudeikis; doppiatore italiano: Maccio Capatonda
- Chuck: è un uccello giallo che agisce, pensa, rutta, mangia, sputa, vomita e parla più velocemente di qualsiasi altro uccello sull'isola. Poiché ha avuto problemi con la polizia, viene inviato al corso di controllo della rabbia di Matilda, dove conosce Red. Col tempo i due diventano migliori amici. Doppiatore originale: Josh Gad; doppiatore italiano: Alessandro Cattelan
- Bomb: è un uccello nero amico di Red e Chuck che tende ad esplodere quando è troppo sotto pressione o colto di sorpresa. È obeso e codardo. Doppiatore originale: Danny McBride; doppiatore italiano: Francesco Pannofino
- Re Leonard Barbafangosa: antagonista principale del film è un maiale emotivamente stupido ma intelligente e dotato di un ottimo senso di leadership, oltre che di abilità di grande stratega. Nel film, inoltre, è stato scelto di rappresentarlo con una barba corta. Doppiatore originale: Bill Hader; doppiatore italiano: Massimo Bitossi
- Matilda: è la gestrice del corso di controllo rabbia al quale Red, Chuck, Bomb e Terence sono tenuti a prendere parte su ordine della corte di giustizia dell'isola. Insegna agli uccelli come controllare la rabbia, attraverso attività come yoga, poesia, dipinti ecc. Si lascia intendere che diversi uccelli tra cui Terence provino qualcosa per lei. Doppiatrice originale: Maya Rudolph; doppiatrice italiana: Chiara Francini
- Terence: è un grosso uccello dalle penne color rosso scuro che partecipa al corso di autocontrollo rabbia. Proprio come nella versione classica, non parla ma si limita a ringhiare o grugnire e a fissare gli altri uccelli. Si capisce che nutra dei sentimenti nei confronti di Matilda durante le sue lezioni, quando dipinge sé stesso che cerca di raggiungerla. Doppiatore originale: Sean Penn; doppiatore italiano: Mario Bombardieri
- Grande Aquila: è una gigantesca aquila, che si dice sia il protettore dell'isola. Diversamente dalla sua controparte nella serie classica, qui viene rappresentato quasi come una celebrità dello sport che ha vinto trofei e medaglie per via del suo eroismo quando ha salvato gli uccelli dell'isola. All'inizio sembra essere solo un vecchio eroe in pensione e impigrito, ma verso la fine del film rivelerà a tutti il suo coraggio quando recupera le uova. Doppiatore originale: Peter Dinklage; doppiatore italiano: Alessandro Rossi
- Giudice Beccazampa: è un gufo che solitamente sta sulla testa di un altro uccello, di nome Cyrus, e si copre con un mantello di piume per apparire più alto e non rivelare la sua bassezza. Doppiatore originale: Keegan-Michael Key; doppiatore italiano: Roberto Stocchi
- Jay, Jim e Jake Blues: sono tre uccellini azzurri appena nati, sono distinguibili dal colore degli occhi e (in lingua originale) dalla voce, nel film appaiono solo quando Red li salva dalle grinfie dei maiali. In una scene nei titoli di coda i tre (all'insaputa dei genitori) si lanciano dalla fionda gigante verso il mare. Doppiatori originali: Noah Schnapp (Jay), Owen Wilder Vaccaro (Jake) e Pierce Gagnon (Jim); doppiatore italiano: Giulio Bartolomei
- Stella: è un uccello dal piumaggio rosa, vivace e che si occupa di spettacoli di ballo insieme a Poppy, Willow, Luca, Dahlia, Gale (uccelli protagonisti nel videogioco Angry Birds Stella) e altri 2 uccelli femmina innominati. Fa oscillare spesso il braccio mentre parla. Doppiatrice originale: Kate McKinnon; doppiatrice italiana: Domitilla D'Amico
- Hal: è un uccello dal piumaggio verde ed assomiglia a un boomerang e, come tale, torna indietro se lo si lancia. Red afferma di averlo visto fare cose strane. Doppiatore originale: Anthony Padilla; doppiatore italiano: Franco Mannella
- Bollicino: è un uccellino arancione che deve il suo nome al suo potere di gonfiarsi e si vede spesso in compagnia di Hal. Adora le caramelle. Doppiatore originale: Ian Hecox; doppiatore italiano: Andrea Mete

## Produzione
Nel dicembre 2012 Rovio Entertainment annunciò la produzione di un film basato sulla popolare serie di videogiochi Angry Birds, e assunse John Cohen come produttore e David Maisel come produttore esecutivo. Nel maggio 2013 Jon Vitti viene annunciato come sceneggiatore del film. Nell'ottobre 2013 Clay Kaytis e Fergal Reilly vennero annunciati come registi del film. Nel febbraio 2014 Rovio annunciò di aver stretto un accordo con la Sony Pictures Imageworks per realizzare il film. Nell'ottobre 2014 è stato annunciato il cast vocale del film, che comprende Jason Sudeikis come Red, Josh Gad come Chuck, Danny McBride come Bomb, Bill Hader come Leonard, Maya Rudolph come Matilda e Peter Dinklage come Grande Aquila.
Il budget del film è stato stimato intorno agli $80 milioni. Inoltre Rovio e Sony Entertainment hanno speso circa $100 milioni per la campagna di marketing e per la distribuzione del film. Il film è diventata quindi la pellicola più costosa prodotta in Finlandia.

## Promozione
Nell'ottobre 2014 è stata pubblicata la prima immagine ufficiale del film. Nel settembre 2015 viene pubblicato il primo trailer, per il quale viene utilizzato il brano Bad di Michael Jackson distribuito e doppiato in italiano a ottobre.
Per promuovere il film Rovio ha stretto un accordo con la LEGO per la produzione di diversi set LEGO, previsti per la primavera 2016.

## Distribuzione
Il film è stato distribuito nelle sale statunitensi il 20 maggio 2016 e nelle sale italiane il 15 giugno 2016.

## Accoglienza

### Incassi
Il film è stato un successo al botteghino, incassando 352, 3 milioni di dollari in tutto il mondo contro una spesa di 73 milioni.

### Critica
Il film ha ricevuto recensioni miste da parte della critica. Il sito aggregatore di recensioni Rotten Tomatoes riporta che il 44% delle 160 recensioni professionali ha dato un giudizio positivo sul film, con un voto medio di 3,2/5. Il consenso critico del sito recita: «Angry Birds - Il film è sostanzialmente più divertente di qualsiasi film basato su un'app abbia il diritto di essere - il che può essere o meno un sostegno». Su Metacritic il film detiene un punteggio del 43/100, basato sul parere di 27 critici, indicando "recensioni miste o medie".

## Sequel
Il sequel del film, Angry Birds 2 - Nemici amici per sempre, è diretto da Thurop Van Orman e John Rice ed è stato distribuito nel 2019.